# Šator
 Ovo je glavno značenje pojma Šator. Za druga značenja pogledajte Šator (razdvojba).
Šator je rasklopiv zaklon od platna ili nekog drugog nepromočivog materijala i je jedan od najstarijih oblika ljudske nastambe, koji neka nomadska plemena koriste za stanovanje još i dan danas.

## Opis
Šator se sastoji od listova tkanine ili nekog drugog materijala presavijenog i pričvršćenog na okvir stupova ili potporno uže. Dok manji šatori mogu samostalno stajati ili stajati pričvršćeni za tlo, veliki šatori obično su učvršćeni zategnutom žicom koja vezana za kolce ili šatorske klinove. Iako su ih nomadi u početku koristili kao prijenosne domove, šatori se danas najčešće koriste za rekreacijsko kampiranje i kao privremena skloništa.
Korišteni su i u američkim i kanadskim indijanskim plemenima iz skupine Prerijskih Indijanaca, gdje su bili poznati pod nazivom tipi ili teepee, specifični po svom obliku konusa te rupi za dim na vrhu. Prema različitim procjenama tipi šatori koriste se od davnih vremena, od 10 000. g. pr. n. e. do 4 000. g. pr. n. e.
Šatori mogu biti različitih veličina, od malih struktura u kojima može spavati jedna osoba, do ogromnih cirkuskih šatora koji mogu primiti tisuće ljudi. Šatori se također mogu podijeliti i prema primjeni, koje su različite – rekreacija (kampiranje), stanovanje (nomadi), zabava (festivali, vjenčanja), itd.

## Povijest
Šatori se koriste još od ranog Željeznog doba, a spominju se čak i u Bibliji – npr. u Knjizi Postanka 4,20 Jabal je opisan kao praotac „onih što pod šatorima žive sa stokom“. Rimska vojska je kasnije koristila kožne šatore, a razni drugi stilovi razvili su se tijekom vremena, kao na primjer jurta, napravljena po uzoru na tradicionalne nomadske šatore.
Većina vojnih šatora tijekom povijesti bila je jednostavnog dizajna u obliku grebena. Najvažniji tehnološki napredak bilo je korištenje lanenog platna ili platna od konoplje za krovište, za razliku od  kože koju su koristili Rimljani. Primarna namjena ovih vojnih šatora bila je osigurati prijenosno sklonište za manji broj ljudi na terenu.
Do početka Prvog svjetskog rata, počeli su se koristiti i veći dizajni šatora, i to uglavnom za sekundarne i potporne aktivnosti, te za skladištenje zaliha, a uglavnom su bili raspoređeni na stražnjim, manje izloženim područjima na terenu.

## Glavni dijelovi šatora
- Cerada – koristi se za zaštitu šatora od vode. Cerada je vodootporna izvana te sadrži i površinu za skupljanje kondenzirane vode iznutra, koja se zatim spušta prema tlu. Kada se koristi cerada, važno je da nema kontakta s unutarnjim šatorom kojeg štiti, kako bi on ostao suh.
- Unutarnji šator – unutarnji šator je zapravo prostor za boravak, odnosno za spavanje, koji može a ne mora biti vodootporan. Na njega se postavlja cerada.
- Podloga – podloga se stavlja na dno šatora, te služi kao vodootporna pregrada između tla i vreće za spavanje. Podloga može biti sastavni dio šatora, a može biti i samostalna, tj. odvojiva.
- Stupovi – funkcija stupova jest strukturalna potpora. Oni mogu biti kruti, uglavnom metalni ili drveni, ili pak polukruti ili fleksibilni, uglavnom od staklene vune.
- Kolci ili klinovi – koriste se za pričvršćivanje šatora za tlo, a mogu biti drveni, plastični ili metalni.
- Otvori za zrak – otvori pomažu umanjiti učinke kondenzacije unutar šatora, koja se događa kada je unutar šatora toplije nego vani, što je uglavnom slučaj.

## Podjela šatora
Pošto šatori imaju mnoge primjene, te se mogu koristiti u različitim područjima života, može se napraviti i osnova podjela šatora prema njihovoj primjeni.

### Tradicionalni šatori
Od daleke povijesti, šatori se tradicionalno koriste kao skloništa, odnosno kao mjesta stanovanja. Upotrebljavaju ih nomadski narodi diljem svijeta, kao što su Američki Indijanci, Mongoli, turkijska i tibetanska nomadska plemena, te Beduini.

### Rekreacijski šatori
Rekreacijski šatori uglavnom se odnose na šatore za kampiranje. Takvi šatori mogu se podijeliti u dvije kategorije. Prva kategorija su mali i lagani šatori koji backpackeri mogu nositi, uglavnom na leđima, i to na velike udaljenosti.
Druga kategorija su veći, teži šatori koje se obično prevoze u automobilu ili drugom vozilu. Ovisno o veličini šatora i iskustvu osobe ili ljudi koji su uključeni, takvi se šatori obično mogu sastaviti (podignuti) u roku od 5 do 25 minuta, te u jednakom roku i rastaviti. Neki vrlo specijalizirani šatori imaju štapove s oprugama koji su savitljivi, te se mogu „podići“ za nekoliko sekundi, no njihovo rastavljanje traje nešto duže.

### Vojni šatori
Vojske diljem svijeta već dugo koriste šatore kao dio svog radnog života. Šatori su preferirani i prvi izbor skloništa u vojsci zbog njihova relativno brzog postavljanja i rastavljanja u usporedbi s tradicionalnijim skloništima. Jedan od najvećih svjetskih korisnika šatora je Ministarstvo obrane SAD-a.
Najčešća primjena vojnih šatora jesu privremene vojarne (prostorije za spavanje), prostorije za jelo (blagovaonice), glavno zapovjedništvo, rekreacijski vojni objekti, te sigurnosne kontrolne točke.  

### Šatori za hitne slučajeve
Šatori se često koriste u humanitarnim hitnim slučajevima, poput rata, potresa i požara. Primarni izbor šatora u humanitarnim hitnim slučajevima je šator od pamučnog platna, jer takav šator omogućuje funkcionalnu prozračnost kada se koristi kao privremeno sklonište. Šatori koje distribuiraju organizacije poput UNHCR-a proizvode različiti proizvođači, ovisno o regiji u kojoj se koriste, te o njihovoj svrsi.
Ponekad, međutim, ta privremena skloništa postanu i stalno ili polustalno mjesto prebivališta, osobito za raseljene ljude koji žive u izbjegličkim kampovima ili improviziranim gradovima (squatter naseljima), a koji se ne mogu vratiti u svoje bivše domove i za koje nisu omogućena zamjenska prebivališta.

### Šatori za društvena događanja
U modernije doba šatori dobivaju nove primjene, a sve češće se koriste u svrhu raznih društvenih događanja, kao što su festivali, vjenčanja na otvorenom, dvorišne zabave i proslave, veća korporativna događanja i slično.
Takvi šatori uglavnom se ne koriste za spavanje, nego funkcioniraju kao privremena zgrada ili objekt u kojemu se odvijaju spomenute proslave i događanja, te se većinom iznajmljuju, zbog svoje veličine i kompleksnog procesa podizanja i rastavljanja.

## Vanjske poveznice
Wedding Resort Corberon -Vjenčanja na otvorenom
- Spadout Tents  Arhivirana inačica izvorne stranice od 7. listopada 2008. (Wayback Machine) Vrste šatora i njihova usporedba